# Port lotniczy Dunhuang
Port lotniczy Dunhuang (IATA: DNH, ICAO: ZLDH) – port lotniczy położony w Dunhuang, w prowincji Gansu, w Chińskiej Republice Ludowej.

## Linie lotnicze i połączenia
| Linia Lotnicza         | Kierunek                                                                  |
| ---------------------- | ------------------------------------------------------------------------- |
| Chang’an Airlines      | 1. Xi’an                                                                  |
| Air China              | 1. Pekin 2. Pekin-Daxing                                                  |
| Chengdu Airlines       | 1. Changsha 2. Chengdu-Tianfu 3. Lanzhou 4. Turfan 5. Xi’an               |
| China Eastern Airlines | 1. Pekin-Daxing 2. Hefei 3. Haixi 4. Lanzhou 5. Nankin 6. Xi’an 7. Xining |
| China Express Airlines | 1. Chongqing 2. Jiayuguan 3. Korla 4. Longnan                             |
| China United Airlines  | 1. Pekin-Daxing                                                           |
| Fuzhou Airlines        | 1. Fuzhou 2. Xi’an                                                        |
| Hong Kong Airlines     | 1. Hongkong                                                               |
| Juneyao Airlines       | 1. Szanghaj-Pudong                                                        |
| Shenzhen Airlines      | 1. Shenzhen 2. Xi’an                                                      |
| Sichuan Airlines       | 1. Chengdu-Tianfu 2. Hangzhou 3. Kunming 4. Lanzhou 5. Xining             |
| Spring Airlines        | 1. Lanzhou 2. Szanghaj-Hongqiao                                           |